# Le Superchicche
Le Superchicche (The Powerpuff Girls) è una serie animata statunitense ideata da Craig McCracken. È incentrata su Lolly, Dolly e Molly, tre bambine dell'asilo dotate di superpoteri. Residenti nella città immaginaria di Townsville con il loro padre e creatore, uno scienziato di nome Professor Utonium, vengono spesso chiamate in aiuto dal sindaco della città per combattere i criminali locali e altri nemici.
La serie è stata trasmessa per la prima volta negli Stati Uniti su Cartoon Network dal 18 novembre 1998 al 25 marzo 2005, per un totale di 78 episodi (e 136 segmenti) ripartiti su sei stagioni. In Italia è stata trasmessa su Cartoon Network da gennaio 2000 al 24 dicembre 2004. In seguito è stata replicata in chiaro su Rai 2 da settembre 2000 sul contenitore Rai 2 Boys and Girls.
Dalla serie sono stati tratti il film cinematografico Le Superchicche - Il film (2002) e l'anime giapponese PPG Z - Superchicche alla riscossa. Il 16 giugno 2014 inoltre, è stato annunciato anche che Cartoon Network avrebbe riavviato la serie nel 2016. Il reboot, The Powerpuff Girls, è andato in onda in Italia a partire dal 19 aprile, con la sigla cantata da Francesca Michielin.

## Genere e struttura
L'autore ha riempito la serie di continui riferimenti a elementi supereroici, e ai vecchi cartoni animati ad animazione limitata. Il segno utilizzato è basato su figure geometriche elementari (cerchi e rettangoli, ecc.).
In particolare, le tre protagoniste hanno dalle fattezze decisamente insolite: occhi molto grandi, teste rotonde e grandi anch'esse, sproporzionate in relazione al resto del corpo; mani senza dita né polsi, piedi senza dita né caviglie. Ma le ragazzine sono tutt'altro che svantaggiate: sono infatti super-carine e super-potenti. Le ragazzine del trio hanno le tre personalità del genere: Lolly, la leader, rossa di capelli, vestita di rosa, è riflessiva; Dolly, è bionda, di carattere più dolce, veste di celeste; Molly, mora e vestita di verde, è la più aggressiva.
Le tre protagoniste hanno anche una nemesi, Mojo Jojo: una scimmia parlante, originariamente la scimmietta domestica del professore, investita dal Chemical X da cui ha ottenuto una intelligenza diabolica, che vuole dominare il mondo per i suoi scopi malvagi.

## Trama
Il professor Utonium sta cercando di inventare le ragazzine perfette: perciò mescola in un recipiente "zucchero, cannella e ogni cosa bella". Egli però, durante il processo, rompe accidentalmente un recipiente di Chemical X, misterioso e potentissimo liquido dagli effetti imprevedibili; al contatto con la mistura infatti provoca una violenta esplosione. Dopo l'esplosione il professore si trova davanti tre ragazzine dotate di superpoteri, che si mettono subito al servizio della giustizia e della cittadina di Townsville. La trama viene ricordata ogni volta che c'è la sigla iniziale.

## Episodi

Logo originale della serie

| Stagione         | Episodi | Prima TV USA | Prima TV Italia |
| ---------------- | ------- | ------------ | --------------- |
| Prima stagione   | 13      | 1998-1999    | 2000            |
| Seconda stagione | 13      | 1999-2000    | 2000-2001       |
| Terza stagione   | 13      | 2000-2001    | 2001            |
| Quarta stagione  | 12      | 2001-2002    | 2002            |
| Quinta stagione  | 12      | 2003-2004    | 2004            |
| Sesta stagione   | 15      | 2004-2005    | 2004            |

## Personaggi e doppiatori

### Personaggi principali

Dolly, Lolly e Molly durante la sigla della serie

- Lolly (in originale: Blossom) (stagioni 1-6), voce originale di Cathy Cavadini, italiana di Monica Ward.

La più intelligente e matura delle tre nonché la leader del gruppo. Ha dei lunghi capelli rossicci con sopra un fiocco rosso ed il suo colore caratteristico è il rosa. È spesso vista come il membro più equilibrato e composto del gruppo, ed anche il più forte e determinato. Le sue abilità uniche includono il respiro del ghiaccio, la visione microscopica, i fulmini e l'intelligenza sviluppata; è una leader eccezionale e un'ottima stratega.
- Dolly (in originale: Bubbles) (stagioni 1-6), voce originale di Tara Strong, italiana di Perla Liberatori.

La più dolce, sensibile, giocosa e scherzosa delle tre ed ama i pupazzi e i cuccioli. Ha dei piccoli codini biondi ed il suo colore caratteristico è azzurro chiaro. È vista come la più gentile e dolce, ma è anche capace di mostrare una grande rabbia che le permette di combattere i mostri proprio come le sue sorelle. Ha la capacità di comprendere più lingue e di comunicare con vari animali.
- Molly (in originale: Buttercup) (stagioni 1-6), voce originale di Elizabeth Daily, italiana di Monica Bertolotti.

La più aggressiva ed impulsiva delle tre, ama il divertimento sfrenato. Ha i capelli neri ed il suo colore caratteristico è il verde lime. I suoi poteri comprendono la capacità di creare palle di fuoco che vengono lanciate contro l'avversario.

### Personaggi ricorrenti
- Professor Utonium (stagioni 1-6), voce originale di Tom Kane, italiana di Neri Marcorè (st. 1-4) e Saverio Indrio (st. 5-6).
- Il Sindaco (stagioni 1-6), voce originale di Tom Kenny, italiana di Ambrogio Colombo.
- Signora Sara Bellum (stagioni 1-6), voce originale di Jennifer Martin, italiana di Laura Nicolò.
- Signora Keane (stagioni 1-6), voce originale di Jennifer Hale, italiana di Giorgia Marinelli.
- Narratore (stagioni 1-6), voce originale di Tom Kenny, italiana di Gino Manfredi.
- Cane parlante (stagioni 1-6), voce originale di Tom Kane, italiana di Neri Marcorè (st. 1-4) e Fabrizio Vidale (st. 5-6).
- Mitch Mitchelson (stagioni 1-6), voce originale di Tom Kenny, italiana di Roberto Certomà.

### Antagonisti principali
- Mojo Jojo[10] (stagioni 1-6), voce originale di Roger L. Jackson, italiana di Neri Marcorè (st. 1-4), Paolo Buglioni (st. 5-6).
- Lui (in originale: Him) (stagioni 1-6), voce originale di Tom Kane, italiana di Massimo Gentile.
- Principessa Morbucks (stagioni 2-6), voce originale di Jennifer Hale, italiana di Domitilla D'Amico.
- Lino (stagioni 1-6), voce originale di Rob Paulsen, italiana di Sergio Matteucci (st. 1), Massimiliano Alto (st. 5-6).
- Dino (stagioni 1-6), voce originale di Rob Paulsen, italiana di Claudia Pittelli (st. 1), Davide Lepore (st. 5-6).
- Mino (stagioni 1-6), voce originale di Roger L. Jackson, italiana di Luigi Ferraro (st. 1), Simone Crisari (st. 5-6).
- Bebo Bestione (stagioni 1-6), voce originale di Jim Cummings, italiana di Ambrogio Colombo.
- Asso (stagioni 1-6), voce originale di Jeff Bennett, italiana di Pino Ammendola.
- Serpente (stagioni 1-6), voce originale di Tom Kenny, italiana di Sergio Luzi.
- Lombrico (stagioni 1-6), voce originale di Jeff Bennett.
- Arturo (stagioni 1-6), voce originale di Tom Kenny, italiana di Roberto Certomà.
- Big Billy (stagioni 1-6), voce originale di Jeff Bennett, italiana di Giorgio Locuratolo.
- Amoeba Boys (stagioni 1-6), voci originali di Chuck McCann, italiane di Emidio La Vella, Fabrizio Vidale e Stefano Crescentini.
- Seducella (stagioni 1-6), voce originale di Jennifer Hale, italiana di Cinzia De Carolis.

## Edizioni home video
In Italia un DVD chiamato Le Superchicche: il grande inganno, contenente 10 episodi della prima stagione, è stato pubblicato il 2 ottobre 2001 da Warner Home Video. Negli inserti sono presenti menù interattivi, accesso alle scene degli episodi e un episodio in anteprima di Ovino va in città. Tre VHS contenenti rispettivamente gli episodi Buon compleanno Superchicche, Il perfido Mogio-gio-gio e Super Dolly sono stati pubblicati sempre il 2 ottobre 2001.
Il lungometraggio Le Superchicche - Il film è stato distribuito in VHS e DVD dall'11 marzo 2003. Tra le funzionalità speciali sono presenti un cortometraggio de Il laboratorio di Dexter, interviste con il cast e un dietro le quinte del film.
La prima stagione di 13 episodi è stata distribuita sia in 3 volumi separati che in un unico box set a partire dal 3 novembre 2009.

## Accoglienza
Le Superchicche sono state selezionate al tredicesimo posto nella lista dei migliori personaggi animati di TV Guide.

## Altri media

### Lungometraggi
Il successo della serie ha permesso la pubblicazione di un lungometraggio d'animazione nel 2002: Le Superchicche - Il film. Realizzato in animazione tradizionale con lo stile di disegno delle ultime stagioni della serie televisiva, più spigoloso degli inizi, ha durata di 87 minuti ed è stato distribuito nei cinema statunitensi a partire dal 3 luglio 2002 ed in Italia dall'8 novembre dello stesso anno.

### Remake in stile anime
Nel 2006 è stato tratto dalla serie un remake giapponese in stile anime: PPG Z - Superchicche alla riscossa (Demashita! Powerpuff Girls Z). Questa serie animata riscrive la trama in maniera significativa, anche se compaiono vari cattivi del cartoon originale, tra cui il malvagio Mojo Jojo: le tre protagoniste sono inizialmente ragazzine normali, che grazie al Chemical Z acquisiscono i superpoteri di Superchicche. Dopo aver acquisito quei poteri, si ritrovano con una "doppia vita", che dedicano per combattere il crimine, ma non devono rivelare a nessuno che sono loro le supereroine e che si trasformano in Superchicche. La serie è stata trasmessa in Giappone dal 1º luglio 2006 al 30 giugno 2007 su TV Tokyo, per un totale di 52 episodi, mentre in Italia viene trasmessa su Cartoon Network a partire dal 1º dicembre 2008, con le stesse voci del cartone originale.

### Speciale
Il 28 gennaio 2013 è stato annunciato un nuovo episodio speciale intitolato The Powerpuff Girls: Dance Pantsed con protagoniste le tre eroine del cartone, per la prima volta in CGI. È stato trasmesso per la prima volta negli Stati Uniti il 20 gennaio 2014, mentre in Italia è andato in onda l'8 marzo dello stesso anno su Boomerang con il titolo Le Superchicche: Pantadanza, preceduto da una maratona di episodi della serie originale.

### Primo reboot
Il 16 giugno 2014, è stato annunciato che la serie è stata ripresa per la messa in onda di un reboot nel 2016.
Il 9 giugno 2015 Cartoon Network ha pubblicato le prime due immagini della nuova serie, che riprendono lo stile della serie originale. Inoltre sono state annunciate le nuove doppiatrici americane:
- Amanda Leighton doppierà Lolly
- Kristen Li doppierà Dolly
- Natalie Palamides doppierà Molly

È stato però confermato il ritorno di Tom Kenny e Tom Kane come voci rispettivamente del Narratore e del Professor Utonium. Sono stati poi rivelati i due nuovi produttori esecutivi: Nick Jennings e Bob Boyle.
La serie ha debuttato negli Stati Uniti il 4 aprile 2016, mentre in Italia è andata in onda a partire dal 19 aprile, con il suo titolo originale, ogni martedì alle 18:00 su Cartoon Network, con le stesse doppiatrici italiane (Monica Ward, Perla Liberatori e Monica Bertolotti) che tornano a doppiare Lolly, Dolly e Molly. Inoltre la sigla della nuova serie nella versione italiana è stata cantata da Francesca Michielin.

### Secondo reboot
Il 18 luglio 2022, è stato confermato un secondo reboot con Craig McCracken che ritorna in qualità di creatore, regista e produttore. Questo nuovo reboot avrà lo scopo di rivisitare ed espandere il mondo della serie originale (presentandosi quindi come un revival) mentre Lolly, Dolly e Molly affronteranno sia i loro storici nemici che di nuovi. Il progetto sarà prodotto da Hanna-Barbera Studios Europe.

### Serie live action cancellata
Il 24 agosto 2020 era stato confermato che The CW aveva avviato la lavorazione di una versione live-action dello show. Questa nuova serie, che sarebbe stata indirizzata ad un pubblico più maturo rispetto all'originale, avrebbe visto Lolly, Dolly e Molly raffigurate ormai come delle ventenni disilluse, risentite per aver sprecato la loro infanzia a combattere il crimine e costrette in seguito a riunire le forze quando il mondo avrebbe avuto di nuovo bisogno di loro. Il progetto, prodotto da Warner Bros. Television, sarebbe stato scritto da Heather Regnier e Diablo Cody, mentre i produttori esecutivi sarebbero stati Greg Berlanti, Sarah Schechter e David Madden. Il 9 febbraio 2021 era stata ordinata la realizzazione dell'episodio pilota. Craig McCracken, l'autore del cartone originale, non sarebbe stato coinvolto in tale progetto, ma aveva comunque affermato di essere "curioso" di vedere cosa ne sarebbe uscito fuori. A marzo era stata assunta Maggie Kiley per dirigere l'episodio pilota mentre il giorno seguente era stato annunciato che ad interpretare Lolly, Dolly e Molly sarebbero state rispettivamente le attrici Chloe Bennet, Dove Cameron & Yana Perrault. Successivamente era stato rivelato che il titolo della nuova serie sarebbe stato Powerpuff e che per interpretare il Professore Utonium era stato scelto l'attore Donald Faison.  Era stato anche annunciato che l'attore Nicholas Podanny avrebbe interpretato Joseph "Jojo" Mondel Jr., ovvero il figlio di Mojo Jojo. Ad aprile era stato reso ufficiale che le riprese dell'episodio pilota erano appena incominciate e che l'attrice Robin Lively avrebbe vestito i panni della signora Bellum e che il doppiatore Tom Kenny sarebbe tornato a fare la voce narrante. Il 24 maggio era stato annunciato che l'episodio pilota doveva essere rigirato per soddisfare le aspettative di The CW. Nel mese di agosto Chloe Bennet era uscita dal cast a causa di diversi impegni che la coinvolgevano, motivo per cui i produttori avevano messo in pausa le riprese per trovare una sostituta. Nel maggio 2022 era stato riferito che nonostante tutti gli imprevisti avuti la serie era ancora in fase di elaborazione. Tuttavia il 18 maggio 2023 lo show è stato ufficialmente cancellato insieme ad altre serie di The CW per via dell'acquisizione della sede da parte di Nexstar Media Group. Craig McCracken ha comunque avvisato i produttori che malgrado ciò il live action non sarebbe funzionato lo stesso.

### Merchandising
I personaggi de Le Superchicche non solo sono stati impiegati in numerose iniziative commerciali riguardanti giocattoli e prodotti per l'infanzia (fenomeno sul quale si ironizza in uno degli episodi della serie), ma anche per la moda, essendo considerato un marchio dal carattere grintoso e colorato. Le Superchicche sono apparse perciò su abiti, borse e cinture del famoso marchio Fix Design; hanno inoltre adornato alcuni aerei della United Airlines, caschi impiegati nella Moto GP, e vetrine in stile Superchicche nei negozi-immagine (flagship store) Adidas. Il 15 dicembre 2023 sono state rilasciate le Nike SB Dunk Low Pro x Powerpuff Girls.

## Citazioni e riferimenti
- Dolly è inquadrata brevemente nell'episodio Foxxy contro il ministero dell'educazione di Drawn Together, dove è mostrata incinta.
- Nell'episodio My Fair Mandy de Le tenebrose avventure di Billy e Mandy, al termine della puntata Billy, Mandy e Tenebra assumono le sembianze delle Superchicche (Mandy di Dolly, Billy di Molly, e Tenebra di Lolly).
- Nell'episodio Ultimate Evil della serie Hector Polpetta, Boskov viene costretto, in una parodia della cura Ludovico di Arancia meccanica, a vedere il programma delle Superchicche.
- Alla fine dell'episodio Grandpa Universe della serie Steven Universe si vede Uncle Grandpa sfogliare una lista di nomi di altri personaggi delle serie Cartoon Network aiutati o da aiutare, lista nella quale è possibile leggere i nomi di Lolly, Dolly e Molly.
- La serie è stata omaggiata dal fumetto amatoriale The Powerpuff Girls Doujinshi, realizzato a partire dal 2004 da Vincent Ngo e ospitato sul sito Snafu Comics. Esso riprende in stile manga le avventure delle tre eroine, e le mescola a personaggi di altre produzioni Cartoon Network e Nickelodeon, quali Il laboratorio di Dexter, Johnny Bravo, Le tenebrose avventure di Billy e Mandy, Leone il cane fifone e Samurai Jack.
- Asso, capo della Banda Verdastri ed antagonista delle protagoniste, è stato un membro della band virtuale dei Gorillaz[53], sostituendo Murdoc Niccals come bassista nell'album The Now Now: Jamie Hewlett ha spiegato la scelta del personaggio in varie interviste, affermando che ha sempre visto in Asso e Murdoc un legame spirituale e che questa concessione sia stata fattibile grazie all'amicizia con Craig McCracken e al fatto che sia un fan della serie animata.
- Le Superchicche partecipano ad un episodio crossover nella serie animata Teen Titans Go!, intitolato proprio Teen Titans Go contro le Superchicche.
- Nell'episodio diviso in due parti Il multiverso dei cartoni della terza stagione di Jellystone, numerosi personaggi delle varie serie prodotte da Cartoon Network finiscono nella città di Jellystone a causa dell'instabilità di un varco dimensionale: le Superchicche decidono di esiliare Mojo Jojo proprio a Jellystone, perché sono stufe di combattere continuamente contro di lui. Tuttavia scopriranno che, senza la loro nemesi, non solo la città di Townsville è diventata fin troppo tranquilla, ma gli altri criminali non hanno neanche più stimoli per agire malvagiamente. Il trio decide così di riportare indietro Mojo Jojo che, nel frattempo, si è innamorato di Cindy: l'orsetta non solo ricambia i suoi sentimenti, ma collabora addirittura con lui nelle ricerche per chiudere il varco dimensionale e riportare gli altri personaggi nei loro rispettivi mondi. Anche il sindaco di Townsville cade nel varco, finendo per litigare col sindaco di Jellystone, Braccobaldo.